# Gil Montandon
Gil Montandon (* 28. April 1965 in Neuenburg) ist ein ehemaliger Schweizer Eishockeyspieler, der seit 2011 als Trainer arbeitet. Bekannt wurde er insbesondere als Spieler des SC Bern, mit dem er 1991, 1992 und 1997 den Schweizer Meistertitel gewann. Er war der erste Spieler in der Schweizer Nationalliga A, der in über 1000 NLA-Spielen auflief. Seine Karriere beendete er 2009 bei Fribourg-Gottéron.
Auch seine Söhne Arnaud Montandon und Maxime Montandon spielen Eishockey.
Für die Schweizer Eishockeynationalmannschaft spielte Gil Montandon bei den Olympischen Spielen 1988 und 1992. Er vertrat die Schweiz auch bei den B-Weltmeisterschaften 1986, 1989, 1990 und 1994 sowie den A-Weltmeisterschaften 1987, 1991, 1992 und 1993. Montandon absolvierte für die Schweiz 156 Länderspiele.
2011 wurde er Trainer beim HC Université Neuchâtel aus der drittklassigen 1. Liga. Im März 2015 wurde er zunächst zum Sportchef, später auch zum Assistenztrainer des EHC Visp ernannt. Während der Saison 2015/16 wurde er zum Interims-Cheftrainer befördert, aber am 28. Dezember 2015 entlassen.

## Erfolge und Auszeichnungen
- 1991 Schweizer Meister mit dem SC Bern
- 1992 Schweizer Meister mit dem SC Bern
- 1997 Schweizer Meister mit dem SC Bern

## Karrierestatistik
(Legende zur Spielerstatistik: Sp oder GP = absolvierte Spiele; T oder G = erzielte Tore; V oder A = erzielte Assists; Pkt oder Pts = erzielte Scorerpunkte; SM oder PIM = erhaltene Strafminuten; +/− = Plus/Minus-Bilanz; PP = erzielte Überzahltore; SH = erzielte Unterzahltore; GW = erzielte Siegtore; 1 Play-downs/Relegation; Kursiv: Statistik nicht vollständig)